# 瓦氏卷柏
瓦氏卷柏（学名：Selaginella wallichii）为卷柏科卷柏属下的一个种。

## 扩展阅读
- 維基物種上的相關：瓦氏卷柏